# Pholiurus pannonicus
Pholiurus pannonicus là một loài thực vật có hoa trong họ Hòa thảo. Loài này được (Host) Trin. miêu tả khoa học đầu tiên năm 1820.